# Lydella repanda
Lydella repanda là một loài ruồi trong họ Tachinidae.